# Расторопный (миноносец)
Расторопный — русский миноносец типа «Сокол».

## Служба
16 июля 1904 года «Расторопный» торпедировал пароход SS Hip Sang, который перевозил продовольствие из Нючжуана в Чифу к западу от Квантунского полуострова, после отказа остановиться.

## История гибели
В ночь со 2 на 3 ноября 1904 года по решению совета флагманов был послан из Порт-Артура в Чифу под командованием лейтенанта П. М. Плена, имея на борту морского врача Штернберга с депешами и донесениями в адрес русского командования. Прорвав японскую блокаду, к рассвету 3 ноября подошел к Чифу и встал на якорь к востоку от Консульской горки. Поскольку выход из гавани был заблокирован двумя японскими крейсерами и отрядом миноносцев, командир корабля лейтенант Плен приказал взорвать корабль. В 7 часов вечера были открыты кингстоны и одновременно произведены пять взрывов в разных частях корпуса. Миноносец затонул на глубине 16 футов. После войны русское военно-морское командование передало затопленный корпус миноносца в распоряжение китайского правительства с условием не пользоваться им как военным кораблем и вернуть российскому правительству вооружение миноносца.

## Офицеры миноносца
- Командиры:
  - 06.12.1903-04.02.1904 — Капитан 2-го ранга Н. А. Сакс
  - 05.02.1904-28.05.1904 — Лейтенант В. И. Лепко
  - 28.05.1904-10.06.1904 — Лейтенант С. Л. Хмелев
  - 10.06.1904-27.06.1904 — Лейтенант А. И. Непенин
  - 27.06.1904-02.11.1904 — Лейтенант В. И. Лепко
  - 02.11.1904-03.11.1904 — Лейтенант П. М. Плен
- Вахтенный начальник:
  - Мичман К. В. Шевелев 1-й
- Судовой механик:
  - Младший инженер-механик Вишняков, Порфирий Павлович
  - 11.1904 — Помощник старшего инженер-механика фон Берг, Владимир Фердинандович